# باد كروتسينغن
باد كروزينغن (بالألمانية: Bad Krozingen) هي بلدة، الحمامات الطبية، مدينة وبلدة ألمانية تقع في ألمانيا في Breisgau-Hochschwarzwald. يقدر عدد سكانها بـ 16,233 نسمة .

## المدن التوأمة
مدن Gréoux-les-Bains، Esparron-de-Verdon وبوينيتسى هي مدن توأمة لـباد كروزينغن.

## معرض صور

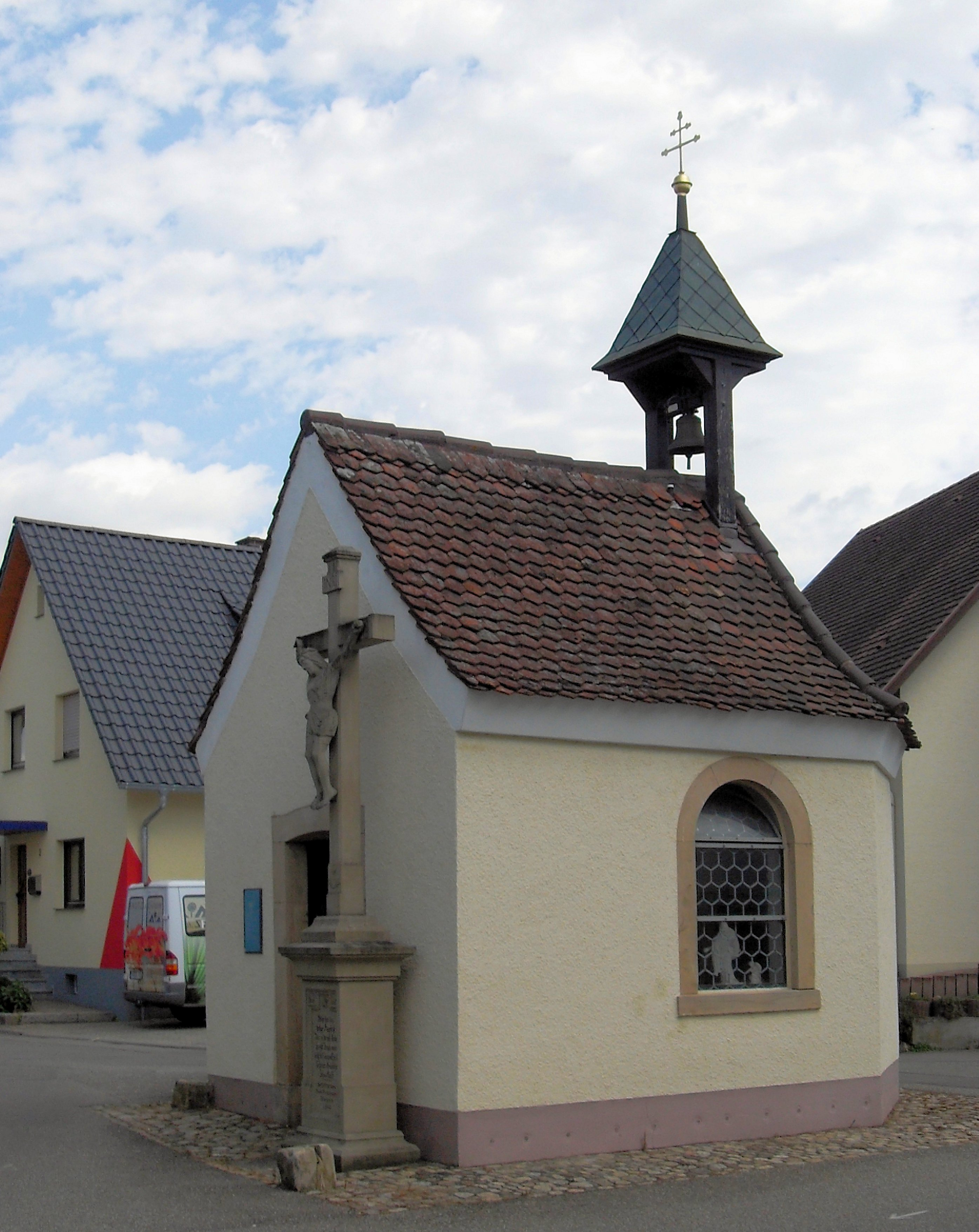
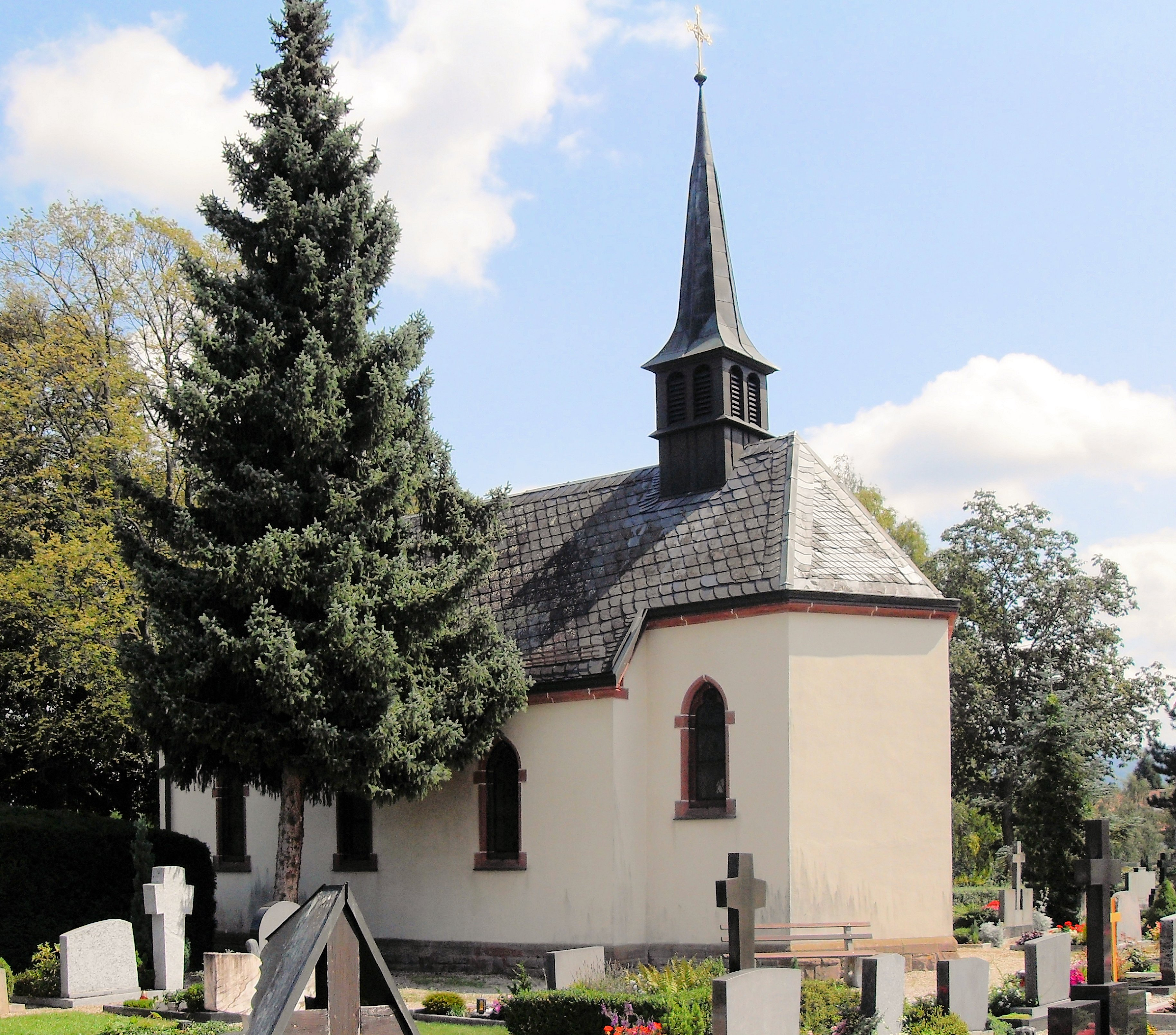
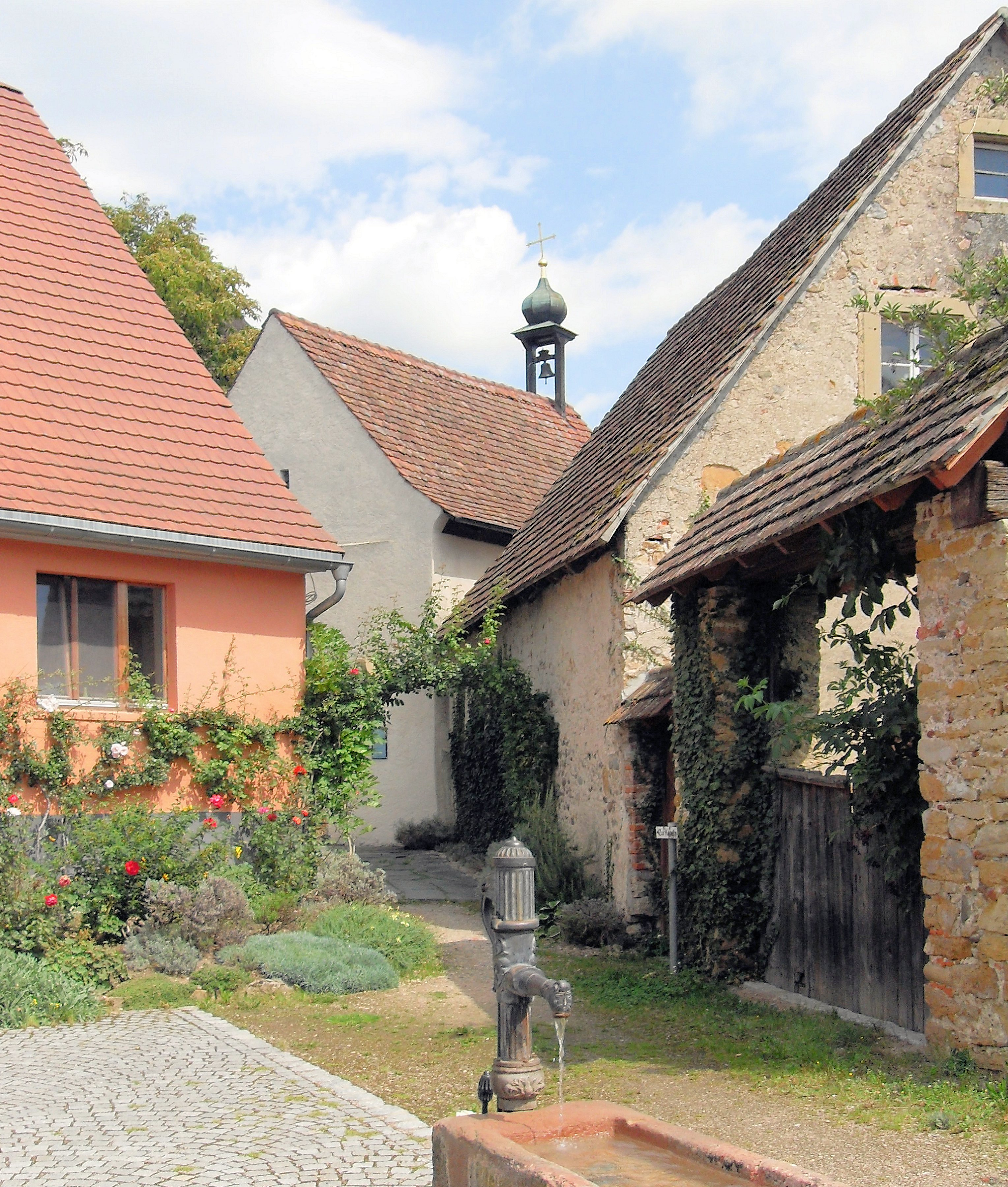
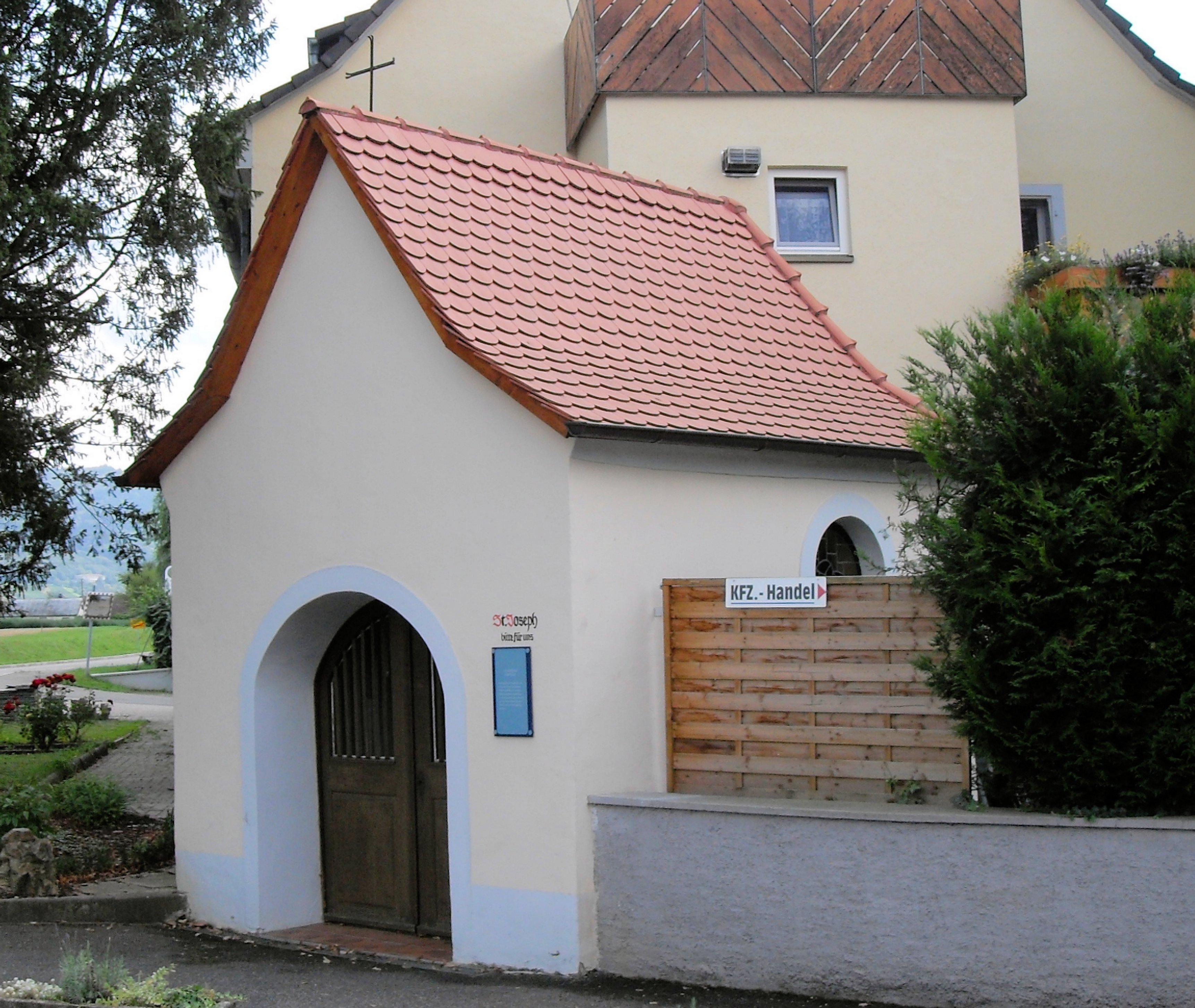